# Арієль (супутник)
Арієль, або Аріель (англ. Ariel) — четвертий за величиною супутник Урана. Відкритий 24 жовтня 1851 року Вільямом Ласселлом одночасно з Умбріелем, і названий на честь ведучого сильфа з поеми Александра Поупа «Викрадення локона», а також духа, що служив Просперо у творі Вільяма Шекспіра «Буря». Майже всі наявні дані про Аріель отримані в ході прольоту космічного апарата «Вояджер-2» 1986 року. Знято лише 35 % його поверхні. Жоден інший космічний апарат із ним не зближувався; немає і затверджених планів їхнього запуску до системи Урана в майбутньому.
Аріель — один із найменших кулястих супутників у Сонячній системі (14-й за розміром із 19). Серед супутників Урана він четвертий за розміром (із п'яти великих супутників менша від нього лише Міранда) і має рекордне альбедо. Він складається приблизно наполовину з льоду і наполовину з кам'янистих порід і, цілком можливо, диференційований на кам'яне ядро і крижану мантію. Як і всі великі супутники Урана, Аріель, ймовірно, утворився з акреційного диска, що оточував планету деякий час після її формування. У Аріеля складний рельєф поверхні — сильно кратеровані ділянки перетинаються обривами, каньйонами і гірськими хребтами. На ньому є молодші, ніж на інших супутниках Урана, сліди геологічної активності. Джерелом енергії для неї, швидше за все, було припливне нагрівання.
Орбіта Аріеля, як і інших великих супутників Урана, лежить у площині екватора планети. Тому ці супутники піддаються екстремальним сезонним змінам освітленості.

## Відкриття і назва

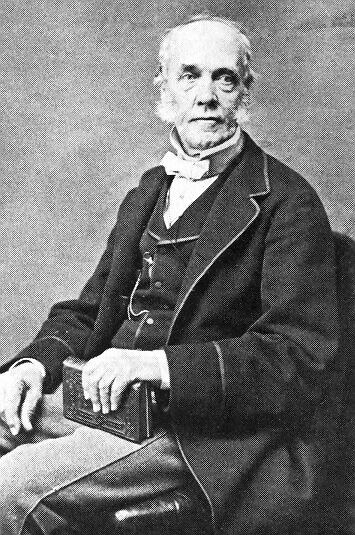
Вільям Ласселл — британський астроном, що відкрив Аріель

Аріель (разом із Умбріелем) відкрив Вільям Ласселл 24 жовтня 1851 року. 
Вільям Гершель, який 1787 року відкрив два великих супутника Урана — Титанію та Оберон, — стверджував, що спостерігав ще 4 супутника, але, імовірно, ті спостереження були помилковими.
Супутник названо на честь головної сильфіди з поеми Александра Поупа «Викрадення локона». Таке ж ім'я має дух, що прислужує Просперо в творі Шекспіра «Буря».
Назву «Аріель» разом із назвами ще трьох супутників Урана, відомих на той час, запропонував Джон Гершель 1852 року на прохання Лассела. Лассел підтримував схему Гершеля 1847 року для позначення семи відомих на той час супутників Сатурна та назвав відкритий ним 1848 року восьмий супутник Гіперіон згідно з цією схемою.
Аріель також відомий як Уран І.

## Орбіта
Серед п'яти великих супутників Урана Аріель другий за віддаленістю від планети. Він рухається на відстані 190 000 км від планети. Ексцентриситет орбіти та її нахил до екватора Урана дуже малі. Орбітальний період становить близько 2,5 земних днів і збігається з періодом обертання. Таким чином, Аріель завжди обернений до Урана одним боком. Орбіта Аріеля цілком лежить всередині магнітосфери Урана. Тому з його веденою півкулею постійно зіштовхуються частинки магнітосферної плазми, які рухаються по орбіті набагато швидше Аріеля (з періодом, що дорівнює періоду осьового обертання Урана). Мабуть, це й призводить до потемніння веденої півкулі. Ця особливість спостерігається в усіх великих супутників Урана, крім Оберона.
Оскільки Уран обертається навколо Сонця «на боці», а орбіти його супутників лежать в екваторіальній площині планети, зміна пір року на них дуже своєрідна. Кожен полюс Аріеля 42 роки перебуває в темряві і 42 роки — неперервно освітлений, причому під час сонцестояння на полюсі Сонце майже досягає зеніту. Проліт «Вояджера-2» 1986 року збігся з сонцестоянням у південній півкулі, і при цьому майже вся північна була в тіні. Раз на 42 роки — під час рівнодення на Урані — Земля перебуває поблизу його екваторіальної площини, і тоді з Землі можна спостерігати взаємні покриття його супутників. Декілька таких подій спостерігалося у 2007—2008 роках (зокрема, покриття Аріеля Умбріелем 19 серпня 2007 року).
Наразі Аріель не перебуває в орбітальному резонансі з жодним іншим супутником Урана. У минулому, імовірно, був резонанс 5:3 із Мірандою, який міг бути причиною нагрівання останньої (хоча нагрівання надр Міранди через її резонанс 1:3 з Умбріелем було приблизно втричі більшим). Аріель, ймовірно, колись був у резонансі 4:1 з Титанією, з якого пізніше вийшов. Супутникам Урана набагато простіше вийти з орбітального резонансу, ніж аналогічним за масою супутникам Сатурна чи Юпітера, через менше полярне стиснення Урана. Резонанс, в якому, імовірно, перебував Аріель 3,8 млрд років тому, збільшив ексцентриситет орбіти. Результатом цього стало тертя в надрах Аріеля через регулярну зміну величини припливних сил, що могло призвести до нагрівання надр супутника на 20°.

## Склад і внутрішня будова
Аріель — четвертий за величиною і, можливо, третій за масою супутник Урана. Його густина становить 1,66 г/см3; це вказує на те, що супутник складається приблизно з рівних частин водяного льоду і щільніших порід. Останні можуть складатися з каменю та вуглецевого матеріалу, в тому числі з високомолекулярних органічних сполук, що називаються толінами. З використанням інфрачервоної спектроскопії на поверхні виявлений водяний лід. Його абсорбційні смуги сильніше виражені на ведучій півкулі (спрямованій у бік руху по орбіті). Причини такої асиметрії невідомі, але вважається, що вона викликана бомбардуванням поверхні зарядженими частинками з магнітосфери Урана, яке діє на задню півкулю. Ці іони розпилюють лід, розкладаючи метан, який міститься в ньому (та утворює клатрат) і діють на інші органічні речовини, залишаючи темний залишок, багатий вуглецем.
Крім водяного льоду, з допомогою інфрачервоної спектроскопії на Аріелі був виявлений вуглекислий газ (CO2), який сконцентрований переважно на веденій півкулі. На цьому супутнику Урана він проглядається в ході таких спостережень краще (і був відкритий раніше), ніж на всіх інших. Походження вуглекислого газу не зовсім зрозуміле. Він міг утворитися на поверхні з карбонатів чи органічних речовин під дією сонячного ультрафіолетового випромінювання чи іонів, що прибувають із магнітосфери Урана. Останнє може пояснити асиметрію в розподілі вуглекислого газу по поверхні супутника, тому що ці іони бомбардують саме ведену півкулю. Інше можливе джерело — дегазація водяного льоду в надрах Аріеля. В такому випадку вивільнення CO2 може бути наслідком колишньої геологічної активності супутника.
Враховуючи розмір Аріеля, співвідношення в ньому льоду і каменю та можлива наявність солі чи аміаку (які понижують температуру замерзання води), можна зробити висновок, що супутник може бути диференційований на кам'яне ядро і крижану мантію. Якщо це так, то маса ядра становить приблизно 56 % маси Аріеля, а його радіус — 64 % от радіуса супутника (близько 372 км). Ці параметри розраховані виходячи зі складу Аріеля. Тиск у центрі супутника становить близько 0,3 ГПа (3 кбар). Поточний стан крижаної мантії незрозумілий, але існування підземного океану вважається малоймовірним.

## Походження та еволюція
Як і всі головні супутники Урана, Аріель, ймовірно, сформувався з акреційного диска газу і пилу, який або існував навколо Урана протягом якогось часу після формування планети, або з'явився при величезному зіткненні, яке, скоріш за все, і дало Урану дуже великий нахил осі обертання. Точний склад туманності невідомий, однак вища густина супутників Урана у порівнянні з супутниками Сатурна вказує на те, що вона, ймовірно, містила менше води. Значні кількості вуглецю та азоту можуть перебувати у вигляді оксиду вуглецю (CO) і молекулярного азоту (N2), а не метану та аміаку. Супутник, що сформувався з такої туманності, повинен містити меншу кількість водяного льоду (з клатратами CO і N2) та більшу кількість кам'янистих порід, що пояснювало б його високу густину.
Утворення Аріеля шляхом акреції, ймовірно, тривало протягом кількох тисяч років. Зіткнення, що супроводжували акрецію, викликали нагрівання зовнішніх шарів супутника. Максимальна температура (близько 195 K) була досягнута на глибині близько 31 км. Після завершення формування зовнішній шар охолонув, а внутрішній почав нагріватися через розпад радіоактивних елементів. Поверхневий шар за рахунок охолодження стискався, у той час як внутрішній за рахунок нагрівання розширювався. Це викликало сильні напруження в корі Аріеля (за оцінками, до 30 МПа), що, ймовірно, і призвело до утворення численних розломів, в тому числі, можливо, частини видимих сьогодні. Цей процес мав тривати близько 200 млн років.
Тепла від початкової акреції та розпаду радіоактивних елементів могло вистачити для плавлення льоду, якщо в ньому є які-небудь антифризи — аміак чи сіль. Танення могло призвести до відділення льоду від каменю й формування кам'яного ядра, оточеного крижаною мантією. На їхній межі міг з'явитися шар рідкої води, насиченої аміаком. Евтектична температура їхньої суміші — 176 К. Але, скоріш за все, цей підземний океан давно замерз. Розширення, яке супроводжувало замерзання, могло призвести до розтріскування кори, появи каньйонів і згладжування давніших деталей рельєфу. До свого замерзання вода, можливо, виривалася на поверхню (процес, відомий як кріовулканізм) і затоплювала дно каньйонів.
Моделювання термічної історії супутника Сатурна Діони, яка схожа на Аріель за розмірами, густиною і поверхневою температурою, припускає, що конвекція в надрах Аріеля (попри їх твердий стан), імовірно, тривала протягом мільярдів років. Температура вище 173 К (точки плавлення розчину аміаку) біля поверхні супутника зберігалася протягом кількох сотень мільйонів років після його утворення, а ближче до ядра — протягом мільярда років.

## Дослідження та спостереження

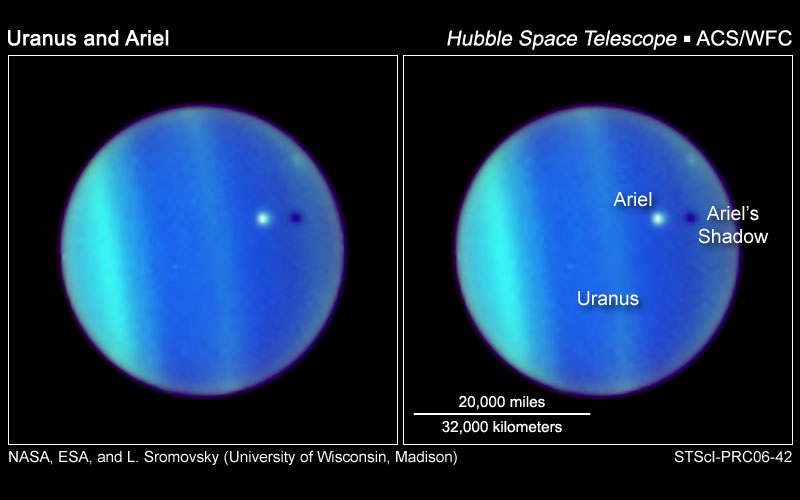
Проходження Аріеля по диску Урана. Знімок телескопа «Габбл»

Видима зоряна величина Аріеля становить 14,4m — така ж, як у Плутона в перигелії. Однак Плутон можна побачити в телескоп з апертурою 30 см, а Аріель через близькість до Урана часто не видно навіть у 40-сантиметровий.
Зображення Аріеля зблизька отримав лише «Вояджер-2» 1986 року під час прольоту біля Урана та його супутників. Мінімальна відстань між зондом та Аріелем — 127 000 км — була досягнута 24 січня 1986 року. Із супутників Урана «Вояджер-2» тісніше зближувався лише з Мірандою. Найкращі знімки Аріеля мають роздільність близько 2 км. Зображення вкривають лише 40 % поверхні, і лише 35 % відзняті достатньо добре для геологічного картування та підрахунку кратерів. Дослідити вдалося лише південну півкулю супутника (північна в той час перебувала в тіні). Жоден інший космічний апарат не відвідував Аріель і взагалі систему Урана; не планується відвідування й у найближчому майбутньому.
26 липня 2006 року космічний телескоп «Габбл» зняв проходження Аріеля по диску Урана. При цьому було видно тінь від супутника на хмарах планети. Такі події рідкісні і можуть спостерігатися лише під час рівнодень на Урані, коли площина орбіти Аріеля перетинає внутрішню частину Сонячної системи, де розташована Земля. Інше проходження (2008 року) було зареєстровано Європейською південною обсерваторією.

## Поверхня
Аріель вкритий звивистими каньйонами та долинами. Його каньйони є широкими грабенами. Є великі ділянки, де дуже мало ударних кратерів. Це вказує на геологічну активність супутника, принаймні у відносно недавньому минулому. Поверхня супутника в багатьох місцях вкрита відкладами дуже світлої речовини, мабуть, водяного інею. Висота стінок рифтових долин досягає 10 км. Деякі ділянки гладенькі, ніби вкриті рідким брудом, що може свідчити про потоки рідини в геологічно недавньому минулому. Це може бути і пластичний лід (подібно до льодовиків на Землі, які повільно «течуть»), але при настільки низьких температурах для досягнення пластичності водяний лід має бути змішаний з іншими речовинами, наприклад, аміаком і метаном. Не виключена наявність кріовулканізму.
| Назва             | Тип               | Максимальний розмір (км) | Широта (°) | Довгота (°) | Названо на честь                                                                                |
| ----------------- | ----------------- | ------------------------ | ---------- | ----------- | ----------------------------------------------------------------------------------------------- |
| Каньйони Качіна   | Система каньйонів | 622                      | −33,7      | 246         | Качина — духи в космології та релігії початково західних пуебло, пізніше — і ряду інших народів |
| Каньйон К'юпі     | Каньйон           | 467                      | −28,3      | 326,9       | Ельф К'юпі з англійського фольклору[уточнити]                                                   |
| Каньйон Корріган  | Каньйон           | 365                      | −27,6      | 347,5       | Чарівниці — хранительки джерел із кельтської міфології                                          |
| Каньйон Сильф     | Каньйон           | 349                      | −48,6      | 353         | Сильфи — духи повітря з англійського фольклору                                                  |
| Каньйон Брауні    | Каньйон           | 343                      | −16        | 337,6       | Найближчі родичі домових — брауні з англійського фольклору                                      |
| Каньйон Піксі     | Каньйон           | 278                      | −20,4      | 5,1         | Піксі — невеликі істоти з англійського фольклору                                                |
| Каньйон Кра       | Каньйон           | 142                      | −32,1      | 354,2       | Кра — душа в міфології аканів                                                                   |
| Долина Лепреконів | Долина            | 328                      | −10,4      | 10,2        | Лепрекони — маленькі чоловічки з ірландського фольклору                                         |
| Долина Спрайтів   | Долина            | 305                      | −14,9      | 340         | Спрайти — духи води з кельтської міфології                                                      |
| Абани             | Кратер            | 20                       | −15,5      | 251,3       | Абани — духи води в перській міфології                                                          |
| Аґапе             | Кратер            | 34                       | −46,9      | 336,5       | Персонаж Аґапе (Аґапе — дав.-гр. ἀγάπη — любов) з поеми Едмунда Спенсера «Королева фей»         |
| Атаксак           | Кратер            | 22                       | −53,1      | 224,3       | Богиня Атаксак із ескімоської міфології                                                         |
| Берилюна          | Кратер            | 29                       | −22,5      | 327,9       | Фея з п'єси Моріса Метерлінка «Синій птах»                                                      |
| Бефана            | Кратер            | 21                       | −17        | 31,9        | Бефана — міфологічний персонаж з італійського фольклору                                         |
| Домовик           | Кратер            | 71                       | −71,5      | 339,7       | Домовик — дух, покровитель дому зі слов'янської міфології                                       |
| Дядек             | Кратер            | 22                       | −12        | 251,1       | Дух, схожий на домовика у чеському фольклорі                                                    |
| Дяйвес            | Кратер            | 20                       | −22,3      | 23          | Дяйвес Валдітойос — богиня з литовської міфології                                               |
| Гвін              | Кратер            | 34                       | −77,5      | 22,5        | Гвін ап Нудд — король потойбічного світу у валлійському фольклорі                               |
| Гуон              | Кратер            | 40                       | −37,8      | 33,7        | Гуон Бордоський — персонаж французького епосу                                                   |
| Янгур             | Кратер            | 78                       | −68,7      | 279,7       | Добрий дух, що приносить денне світло в австралійській міфології                                |
| Лайка             | Кратер            | 30                       | −21,3      | 44,4        | Добрий дух із міфології інків                                                                   |
| Маб               | Кратер            | 34                       | −38,8      | 352,2       | Королева Маб із однойменної поеми англійського письменника Персі Біші Шеллі                     |
| Мелюзіна          | Кратер            | 50                       | −52,9      | 8,9         | Мелюзіна — фея, дух свіжої води в європейському фольклорі                                       |
| Уна (Oonagh)      | Кратер            | 39                       | −21,9      | 244,4       | Королева ельфів у ірландському фольклорі                                                        |
| Ріма              | Кратер            | 41                       | −18,3      | 260,8       | Юна дівчина з роману Вільяма Генрі Хадсона «Green Mansions»                                     |
| Фінвара (Finvara) | Кратер            | 31                       | −15,8      | 19          | Король ельфів у ірландському фольклорі                                                          |

### Альбедо та колір

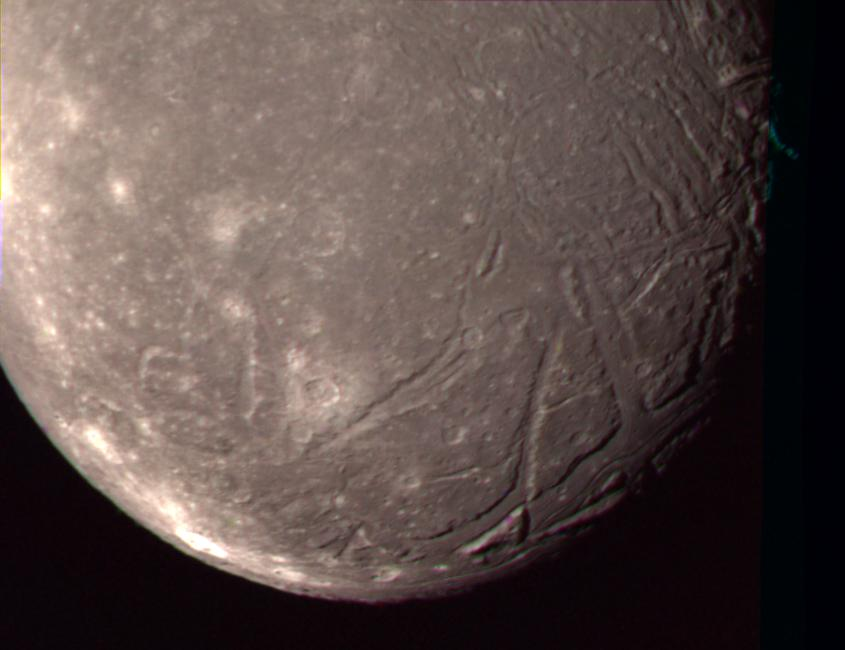
Кольорове зображення Аріеля з високою роздільністю, зняте «Вояджером-2». Знизу праворуч видно каньйони з гладенькими рівнинами на дні

Аріель — найсвітліший супутник Урана. Його альбедо Бонда становить 23 %, а геометричне альбедо — 53 %. Поверхня Аріеля демонструє сильний опозиційний ефект: при збільшенні фазового кута з 0° до 1° відбивальна здатність зменшується з 53 % до 35 %. Колір поверхні цього супутника майже сірий і не залежить ні від альбедо, ні від рельєфу. Наприклад, у каньйонів такий самий колір, як і у кратерованих ділянок. Однак яскраві викиди зі свіжих кратерів трохи синіші. Крім того, на поверхні є декілька трохи синіших плям. В рельєфі вони, мабуть, ніяк не виражені. Ведена півкуля в цілому червоніша, ніж ведуча приблизно на 2 %.

### Деталі рельєфу

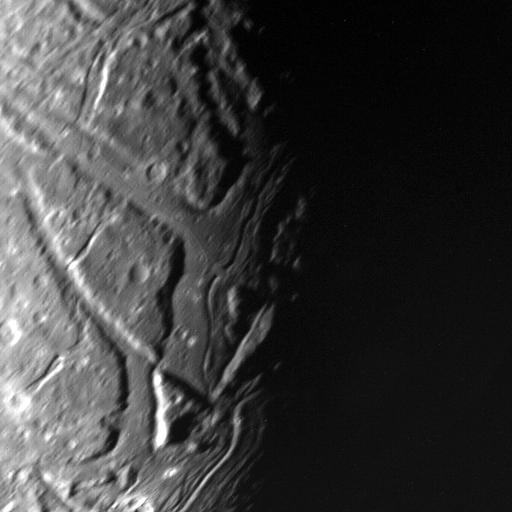
Грабени поблизу термінатора Аріеля. Вони залиті гладким матеріалом, ймовірно, винесеним із надр з допомогою кріовулканізму. По центрі найбільшого проходить звивиста борозна

На поверхні Аріеля є три основних типи ділянок: гладенькі, кратеровані та пересічені каньйонами. Найбільш звичні деталі рельєфу — ударні кратери, каньйони, обриви зі зсувами, гірські хребти та западини.
Південний полюс Аріеля оточує сильно кратерована область, найбільша на цьому супутнику. Це найстаріша ділянка його поверхні. Область покрита мережею обривів, каньйонів (грабенів) та вузьких гірських хребтів, переважно розташованих у середніх широтах. Каньйони (лат. chasma, мн. chasmata), ймовірно, є грабенами, які сформувалися при глобальному розтягові кори. Він був викликаний замерзанням води (ймовірно, з домішкою аміаку) в надрах супутника. Каньйони переважно простягаються на схід або північний схід і досягають 15—50 км у ширину. Дно багатьох каньйонів випукле і припідняте на 1—2 км. Іноді дно відділене від стін каньйону розломами шириною близько 1 км. По центрі найширших грабенів проходять канавки, названі долинами (лат. vallis, мн. valles). Найдовша система каньйонів Аріеля — каньйони Качіна: їхня протяжність становить понад 620 км (під час спостережень «Вояджера-2» вони виходили за термінатор, тому їхня повна довжина невідома).
Інший основний тип ландшафту — місцевість, пересічена хребтами та западинами. Такі ділянки мають форму смуг, що обрамляють кратеровані області та ділять їх на багатокутні частини. Ширина цих смуг — 25—70 км. Хребти та розломи всередині кожної з них сягають довжини 200 км і розташовані один від одного на відстані 10—35 км. Смуги пересіченої місцевості часто продовжуються каньйонами і, ймовірно, можуть бути результатом іншої реакції кори на ту ж саму розривну напруженість.

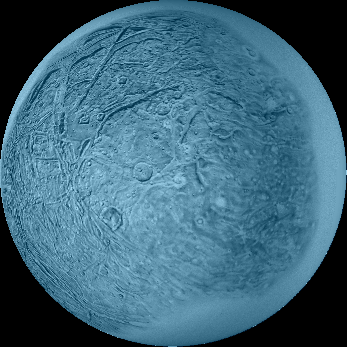
Карта Аріеля у псевдокольорах. Нижче та лівіше від центру зображення видно кратер Янгур (кратер)

Наймолодші ділянки Аріеля — гладенькі відносно низовинні рівнини. Вони розташовуються на дні каньйонів, а також у декількох низовинах всередині кратерованих областей. В останньому випадку вони також мають різкі краї, іноді лопатеподібної форми. Судячи з різного ступеня кратерованості таких рівнин, вони утворилися в різний час. Їх походження, швидше за все, вулканічне: кратери на них нагадують щитові вулкани на Землі, а різкі краї вказують на те, що вивержена рідина була дуже в'язкою. Можливо, це була переохолоджена вода чи аміачний розчина, а можливо, і твердий лід. Товщина цього гіпотетичного потоку кріолави оцінюється в 1—3 км. Тому каньйони, ймовірно, були сформовані ще в період ендогенної активності на Аріелі.
Аріель покритий кратерами рівномірніше, ніж інші супутники Урана, а великих кратерів на ньому відносно мало. Найбільший кратер Аріеля — Янгур — має всього 78 км в діаметрі. Це вказує на те, що його поверхня набула сучасного вигляду відносно недавно: у якийсь період його історії вона суттєво оновилася. Вважається, що джерелом енергії для тектонічної активності Аріеля було припливне нагрівання у той час, коли його орбіта була сильніше витягнута. Усі великі кратери на Аріелі мають плоске дно і центральний пік, і лише небагато кратерів оточені яскравими викидами. Багато кратерів є багатокутними — мабуть, на їхню форму вплинула структура кори, що існувала раніше. На кратерованих ділянках є декілька великих (порядку сотень кілометрів у діаметрі) світлих плям, які можуть бути зруйнованими ударними кратерами. Якщо це так, вони подібні до палімпсестів на супутнику Юпітера Ганімеді. Зокрема, вважається, що кругла 245-кілометрова западина, розташована на 10° пд. ш., 30° сх. д., — це сильно зруйнований великий кратер.